# Candolim
Candolim is een census town in het district Noord-Goa van de Indiase staat Goa. 

## Demografie
Volgens de Indiase volkstelling van 2001 wonen er 8599 mensen in Candolim, waarvan 52% mannelijk en 48% vrouwelijk is. De plaats heeft een alfabetiseringsgraad van 76%. 